# Carlskrona (1686)
Carlskrona, officiellt HM Skepp Carlskrona, var ett linjeskepp i svenska Kungliga flottan. Bestyckningen utgjordes av 70 kanoner av olika kalibrar på två batteridäck. Carlskrona byggdes i Kalmar amiralitetsvarv under skeppsbyggmästare Gunnar Roths ledning och sjösattes 1686.
Fartyget hette fram till 1694 Prinsessan Hedvig Sofia, men fick ändra namn i samband med att det nya amiralsskeppet Konung Karl byggdes. Carlskrona deltog i flera sjöslag under Stora nordiska kriget, däribland Öresund 1700, Köge bukt 1710 och Rügen 1715, samt ingick i den förenade svenska flottan 1720. Året efter blev hon blockskepp i Karlskronas inlopp, och fungerade som sådant tills hon sänktes 1730.